# Immigration and Naturalization Service
L'Immigration and Naturalization Service (INS)  (« Service de l'Immigration et de la Naturalisation ») était un service fédéral américain dépendant du département du Travail, puis à partir de 1940 du département de la Justice. Fondé en 1933, il est divisé en trois nouvelles entités – US Citizenship and Immigration Services (USCIS), US Immigration and Customs Enforcement (ICE) et US Customs and Border Protection (CBP) - au sein du nouveau département de la Sécurité intérieure.

## Histoire
En 1890, le gouvernement fédéral, plutôt que les États individuels, a réglementé l'immigration aux États-Unis et la loi sur l'immigration de 1891 a établi un commissaire à l'immigration au département du Trésor. Jusqu'en 1933, il existait des bureaux distincts administrant les questions d' immigration et de naturalisation, appelés respectivement Bureau of Immigration de 1891 à 1933 et le Bureau of Naturalization de 1913 à 1933. Reflétant l'évolution des préoccupations gouvernementales, l'immigration a été transférée à la compétence du département du Commerce et du Travail des États-Unis après 1903 et le département du Travail après 1913.
L'INS a été créé le 10 juin 1933, fusionnant ces domaines d'administration auparavant séparés. En 1940, avec une préoccupation croissante au sujet de la sécurité nationale, l'immigration et la naturalisation ont été organisées sous l'autorité du ministère de la Justice .

## Missions
L'INS administrait les lois et réglementations fédérales en matière d'immigration, notamment la loi sur l'immigration et la nationalité (titre 8, Code des États-Unis). Ses agents inspectaient les étrangers arrivant à un point d'entrée officiel (POE), détectant et dissuadant les entrées illégales entre les ports (avec l'aide de la patrouille frontalière, une composante de l'INS) et par mer, et menant des enquêtes sur les violations pénales et administratives de l'acte. L'INS a également examiné les demandes de résidence permanente (« cartes vertes »), de changement de statut, de naturalisation (le processus par lequel un étranger [une personne née à l'étranger] devient citoyen) et des questions similaires.

## Liste descommissionersayant dirigé l'INS de 1933 à 2003
Durant cette période une quinzaine de personnalité dirigèrent l'INS.
| Commissioner       | Term      | Administration         |
| ------------------ | --------- | ---------------------- |
| Daniel MacCormack  | 1933–1937 | Roosevelt              |
| James Houghteling  | 1937–1940 | Roosevelt              |
| Lemuel Schofield   | 1940–1942 | Roosevelt              |
| Earl G. Harrison   | 1942-1944 | Roosevelt              |
| Ugo Carusi         | 1945-1947 | Truman                 |
| Watson B. Miller   | 1947-1950 | Truman                 |
| Argyle Mackey      | 1951-1954 | Truman, Eisenhower     |
| Joseph M. Swing    | 1954-1962 | Eisenhower, Kennedy    |
| Raymond Farrel     | 1962-1973 | Kennedy, Johnson, Ford |
| Leonard Chapman    | 1973-1977 | Ford                   |
| Leonel J. Castillo | 1977-1979 | Carter, Reagan         |
| Alan C. Nelson     | 1982-1989 | Reagan                 |
| Gene McNary        | 1989-1993 | G.H.W.Bush             |
| Doris Meissner     | 1993-2000 | Clinton                |
| James W. Ziglar    | 2001-2003 | G.W Bush               |

## Dans la culture
Le travail du service d'immigration a été mis en scène ou représenté dans la littérature, la musique, l'art et le théâtre. Les films utilisant son travail comme thème incluent The Immigrant (1917), The Strong Man (1926), Ellis Island (1936), Paddy O'Day (1936), Gateway (1938), Secret Service of the Air (1939), Exile Express (1939), Five Came Back (1939), Illegal Entry (1949), Deported (1950), Gambling House (1951), Coneheads (1993), Men in Black (1997), Fun with Dick and Jane (2005) et Ip Man 4: La Finale (2019).